# Кен Лауфман
Кенет „Кен” Лауфман (енгл. Kenneth Laufman; Хамилтон, 30. јануар 1932) некадашњи је канадски хокејаш на леду који је током каријере играо на позицијама центра. 
Као члан сениорске репрезентације Канаде у два наврата је учествовао на олимпијским играма, на ЗОИ 1956. у италијанској Кортини освојио је бронзу, а четири године касније на ЗОИ 1960. у Скво Валију сребро. 